# Corinne Chevallier
Pour les articles homonymes, voir Chevallier.
Œuvres principales
- Prisonnier de Barberousse
- La nuit du corsaire

Corinne Chevallier, née le 25 juin 1935 à Alger, est une historienne et romancière algérienne d'origine pied noir. Elle est la fille de Jacques Chevallier, ancien maire d'Alger.
Elle fait partie des rares pieds-noirs qui ont adopté la nationalité algérienne à l'indépendance du pays. Elle vit toujours à Alger.
De son mariage en 1954 avec Michel Brac de La Perrière sont nés six enfants dont Virginie Brac de La Perrière, romancière et scénariste.

## Œuvre
- Des ruines, des chèvres, des bateaux, Entreprise nationale du livre, 1985.
- Les trente premières années de l'État d'Alger : 1510-1541, Office des publications universitaires (OPU), Alger, 1986.
- Prisonnier de Barberousse, Hatier, 1992, (ill. par Christine Flament),  (ISBN 2218037807) — Prix du roman historique pour la jeunesse de la ville de Nancy.
- La petite fille du Tassili, Éditions Casbah, Alger, 2001.
- La nuit du corsaire, Éditions Casbah, Alger, 2005,  (ISBN 9961 64 562 6).